# Achenheim
Achenheim – miejscowość i gmina we Francji, w regionie Grand Est, w departamencie Dolny Ren.
Według danych na rok 1990 gminę zamieszkiwały 2 072 osoby, a gęstość zaludnienia wynosiła 344 osób/km² (wśród 903 gmin Alzacji Achenheim plasuje się na 121. miejscu pod względem liczby ludności, natomiast pod względem powierzchni na miejscu 433.).